# Tiere der Harry-Potter-Romane
In diesem Artikel werden wichtige Tiere und Tierwesen aus den sieben Bänden der Harry-Potter-Romanreihe von Joanne K. Rowling beschrieben.
In Klammern steht jeweils die englische Bezeichnung, wie sie in der Originalausgabe der Romane verwendet wird. Fehlt diese Angabe, so ist der Name in der deutschen und englischen Ausgabe identisch.
Neben diesem Artikel gibt es vier weitere, die wichtige Teile des Harry-Potter-Universums beschreiben:
- Figuren der Harry-Potter-Romane
- Handlungsorte der Harry-Potter-Romane
- Begriffe der Harry-Potter-Romane
- Liste der Zaubersprüche und Flüche der Harry-Potter-Romane

## Unterscheidung von Tier- und Zauberwesen
Zahlreiche magische Fabelwesen bevölkern die fiktive Welt von Harry Potter, die Joanne K. Rowling in der gleichnamigen Romanreihe erschaffen hat. Sie hat dabei auf Geschöpfe alter Sagen und aus unterschiedlichen Mythologien zurückgegriffen, zum Beispiel auf Drachen, Zentauren oder Werwölfe. Daneben hat sie einige Wesen neu erfunden oder neu interpretiert, wie beispielsweise die Hauselfen.
In der von ihr beschriebenen Welt wird zwischen so genannten „Tierwesen“ (beasts) und „Zauberwesen“ (beings) unterschieden. Letztere werden in Verhalten und Aussehen menschenähnlich beschrieben; zu ihnen gehören unter anderem die Riesen, die Kobolde oder die Hauselfen. Als Ausnahmen beschreibt sie die Zentauren und die Wassermenschen, welche trotz ihrer Intelligenz auf einer Einstufung als „Tierwesen“ bestanden.
Diese Tierwesen werden vom Zaubereiministerium in fünf Klassen eingeteilt, von „Langweilig“  und „Harmlos“ über „Von fähigen Zauberern zu bändigen“ und „Gefährlich“ bis „Zauberertöter, unmöglich zu bändigen“. Ein Verzeichnis liefert das 2001 erschienene Buch Phantastische Tierwesen & wo sie zu finden sind.
In diesem Artikel werden nur die fiktiven Geschöpfe Rowlings behandelt, die nach ihrer Kategorisierung Tierwesen darstellen.

## Abraxaner
Abraxaner (oder Abraxas-Pferde (im Original: Abraxan Horse)) sind geflügelte Reit- oder Zugpferde. Sie sind ungeheuer kräftig und groß und werden in magischen Gestüten gezüchtet. Alle Abraxaner sind Palominos mit zusätzlich einem blauen Flügelgefieder. Außerdem haben sie rote Augen und sind sehr anspruchsvoll in der Haltung. Die Abraxaner die vor die Beauxbatons-Kutsche gespannt sind, trinken beispielsweise ausschließlich 'Single Malt Whiskey'.

## Acromantula

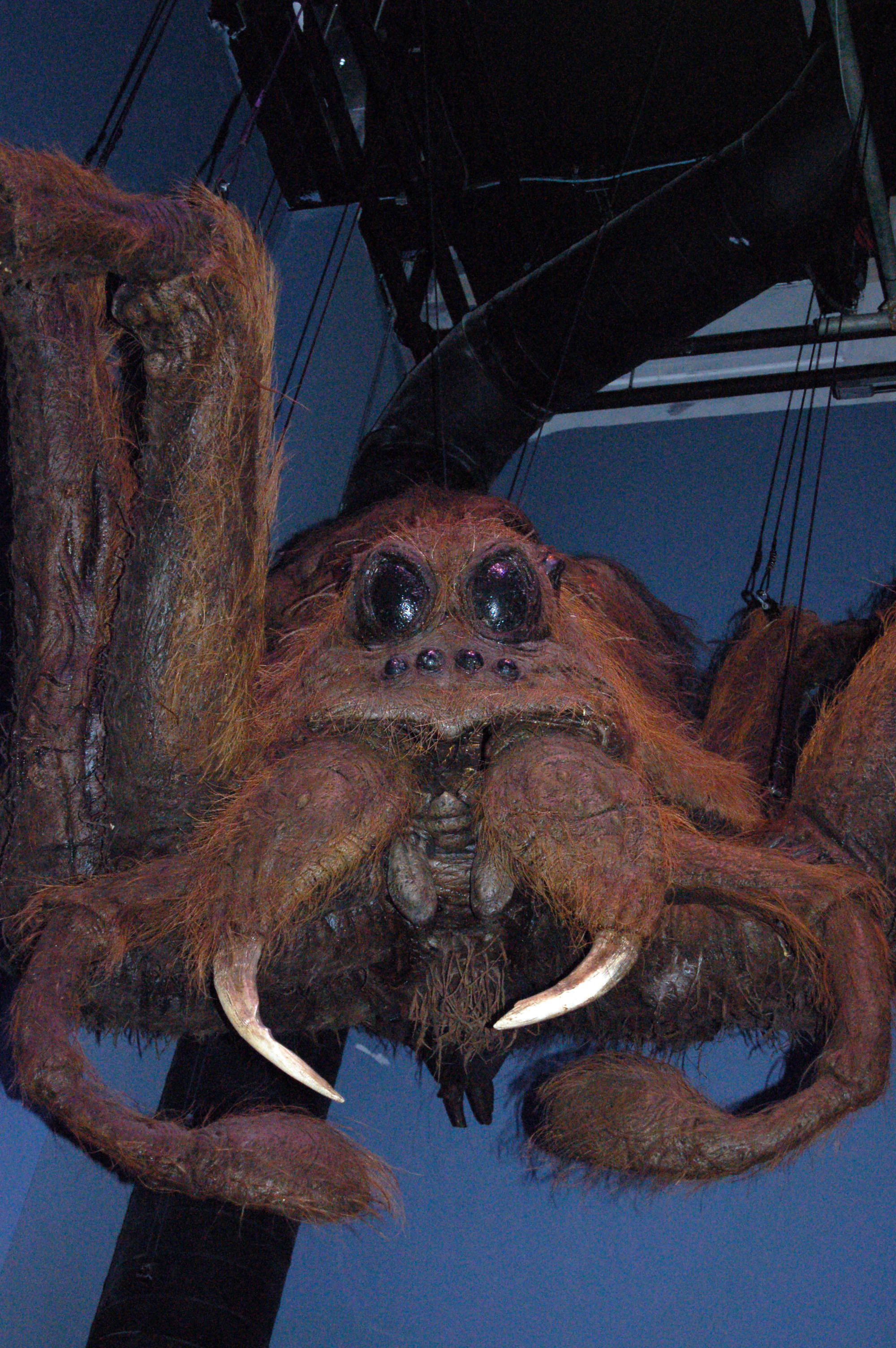
Aragog

Die Acromantula sind in Kolonien lebende spinnenähnliche Wesen mit acht Augen, bis zu drei Meter langen Beinen und einem von dichtem schwarzem Haar bedeckten Körper. Sie sind der menschlichen Sprache mächtig, intelligent und äußerst gefährlich.
Die Acromantula Aragog (ca. 1942–1997) wurde als Ei nach Großbritannien importiert. Ein Reisender überließ das Ei, das er aus Borneo, dem Herkunftsland der Acromantulas, mitgebracht hatte, dem damaligen Drittklässler Hagrid. Dies fand im Jahr 1941/42 statt. Natürlich widersprach es den Schulregeln von Hogwarts, eine Acromantula aufzuziehen und als Haustier in der Schule zu halten. Hagrid versteckte seine Erwerbung deshalb in einem dunklen Schrank im unterirdischen Teil des Schlossgebäudes. Dank seiner sorgfältigen Pflege konnte Aragog dort aus seinem Ei schlüpfen. Hagrid fütterte ihn immer gut mit Speiseresten, so dass die Spinne heranwuchs und eine stattliche Größe erreichte.
Schon nach einigen Monaten spürte Aragog allerdings zu seinem Entsetzen, dass sich irgendwo in dem Gebäude ein Basilisk bewegte. Wie alle Spinnen wollte er instinktiv sofort fliehen, aber Hagrid ließ ihn nicht frei. Stattdessen erfuhr Aragog von ihm, in der Schule gehe ein mordendes Ungeheuer um, und keiner wisse, was es sei. Immer wieder bedrängte Hagrid ihn deshalb, zu verraten, was für ein Ungeheuer er wittere. Aber wie alle Acromantulas wagte auch Aragog es nicht, das Wort „Basilisk“ auszusprechen.
Im Juni 1942 flog Aragogs Versteck auf, und er wurde selbst beschuldigt, das gesuchte mordende Monster zu sein. Damals schaffte Aragog es noch, in den Verbotenen Wald zu entkommen.
Tief im Wald, wo kein Licht mehr durch die Baumkronen dringt, konnte Aragog sich damals niederlassen. Nachdem Hagrid sogar noch ein Acromantula-Weibchen namens Mosag für ihn gefunden hatte, lebte er dort zusammen mit ihr und ihrer ständig wachsenden Familie. Während Harrys Schulzeit war er bereits über fünfzig Jahre alt und seine acht Augen waren blind und weiß geworden. Im Lauf von Harrys sechstem Schuljahr erkrankte der greise Aragog schwer und starb schließlich. Professor Slughorn konnte ihm bei seiner Beerdigung heimlich Acromantula-Gift abnehmen, eine seltene, begehrte und sehr teuer gehandelte Zaubertrankzutat.
Aragog tötete keine Menschen aus Respekt vor Hagrid, da dieser ihn als kleine Spinne aufgezogen hat. Über seine Nachkommen hatte Aragog so viel Kontrolle, dass auch sie Hagrid nicht anrühren, jedoch töten sie alle anderen, die ihnen zu nahe kommen.
Im Jahr 2017 wurde die Wolfsspinnenart Lycosa aragogi nach Aragog benannt.

## Basilisken
Der Basilisk ist das gefährlichste Geschöpf in der Welt der Harry-Potter-Romane. Basilisken sind bei Rowling Schlangen ähnelnde Wesen von leuchtend grüner Farbe, die bis zu 17 Meter lang und viele hundert Jahre alt werden können. Spinnen fliehen vor dem Basilisken, denn er ist ihr Erzfeind. Der Basilisk selbst flieht nur vor dem Krähen des Hahnes, das tödlich für ihn ist.
Neben seinen tödlichen Giftzähnen hat der Basilisk einen mörderischen Blick, der jedes Lebewesen sofort tötet, das ihm direkt in die gelben Augen schaut. Ein indirekter Blick in seine Augen, beispielsweise durch eine Spiegelung oder durch einen Geist, führt zu einer Versteinerung.
Ein Basilisk schlüpft aus einem Hühnerei, das von einer Kröte oder einem Frosch ausgebrütet wurde.
Der Basilisk hat seinen Ursprung in der griechischen Mythologie, siehe Basilisk (Mythologie).

## Drachen

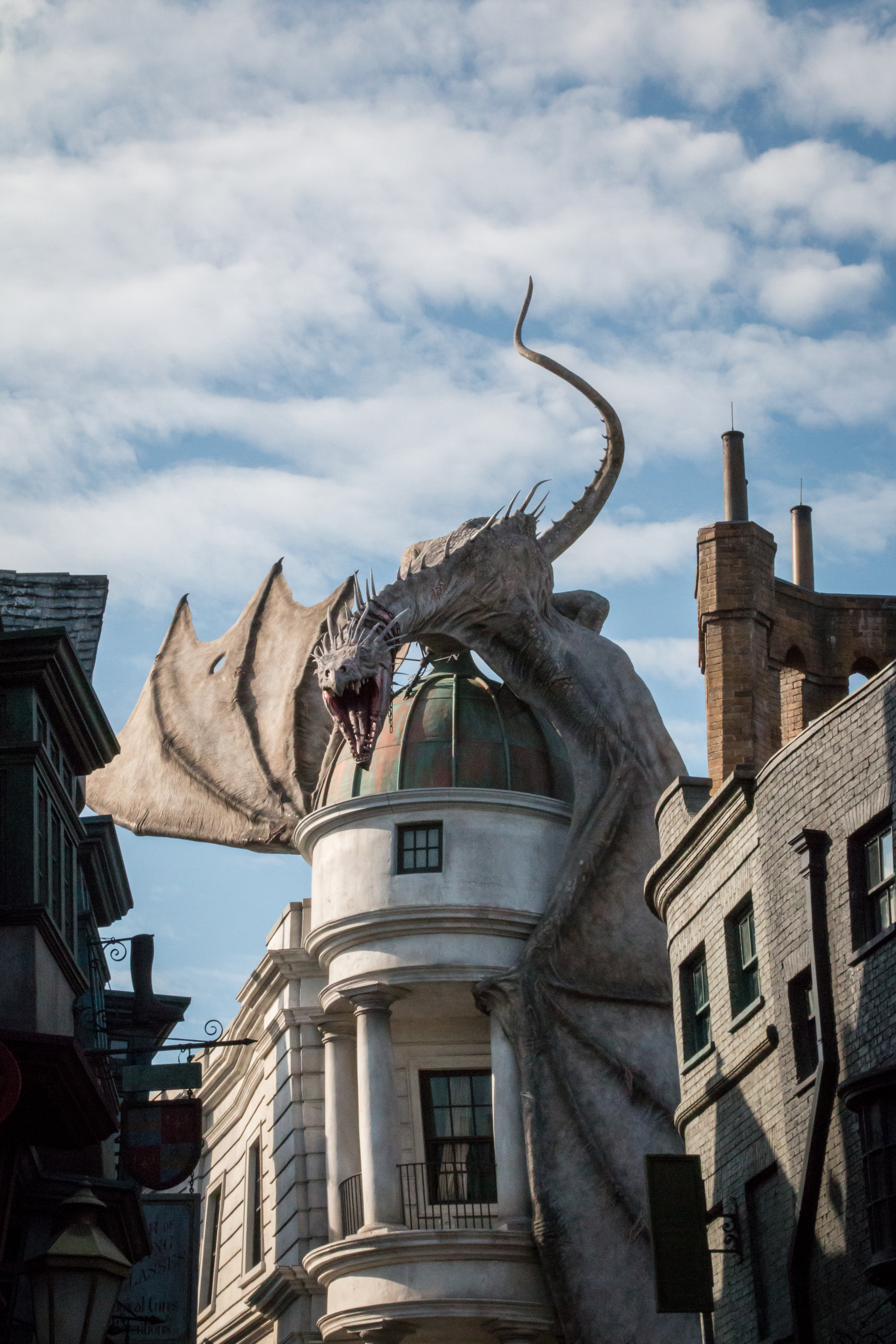
Gringotts Drache

In der Welt von Harry Potter gibt es verschiedene Arten von Drachen. Alle werden von Rowling als sehr gefährlich beschrieben. Ihre Haltung als Haustier ist strengstens verboten. Drachenweibchen sind meist größer als die Männchen, gefährlicher und angriffslustiger, vor allem, wenn es gilt, ihr Gelege zu verteidigen. Häute, Blut, Herzen, Lebern und Hörner von Drachen haben sehr mächtige magische Eigenschaften, Herzfasern werden beispielsweise gerne als magische Kerne von Zauberstäben oder Häute als Handschuhe verwendet. Dracheneier gelten als 'nicht verkäufliche Güter'.
Es gibt laut Phantastische Tierwesen insgesamt zehn reinrassige Drachenarten, die sich selten kreuzen. Sie sind Drachenmythen unterschiedlichster Kulturkreise nachempfunden, etwa dem chinesischen und dem angelsächsischen.

## Einhörner
Das Einhorn wird als ein von der fiktiven magischen Bevölkerung hochgeachtetes Tier beschrieben, das seinem mythologischen Pendant nachempfunden wurde.
In der fiktiven Romanwelt gilt es als großes Verbrechen, ein Einhorn zu töten. Wenn sich jemand durch das silbrige Einhornblut am Leben hält, ist sein Leben verflucht. Durch das Trinken des silbernen Einhornblutes lebt man länger als normalerweise. Im ersten Band trinkt Quirinus Quirrell, der dem Geist Lord Voldemorts als Wirt dient, im Verbotenen Wald das Blut eines toten Einhorns.
Die im vierten Band vorkommenden Einhornfohlen haben zunächst ein goldenes Fell, während erwachsene Tiere, wie ihre mythologischen Vorbilder, ein reinweißes Fell besitzen.
Die Schweifhaare sollen nach Rowlings Vorstellung reißfest sein und werden gerne als magische Kerne von Zauberstäben verwendet. Hörner und Schweifhaare werden zudem als Zutaten für Zaubertränke verwendet.

## Eulen
Alle Arten von Eulen sind in Rowlings fiktiven Universum magische Tierwesen, werden als Posteulen für Zustelldienste eingesetzt und sind auch deshalb als Haustiere sehr beliebt. Auch wenn ein Absender keine Kenntnis über den Aufenthaltsort des Adressaten hat, sind Eulen immer in der Lage, ihn aufzuspüren und die Sendung zuzustellen. Es gibt Postämter, in denen Eulen gemietet werden können. Bekannte Eulen sind:

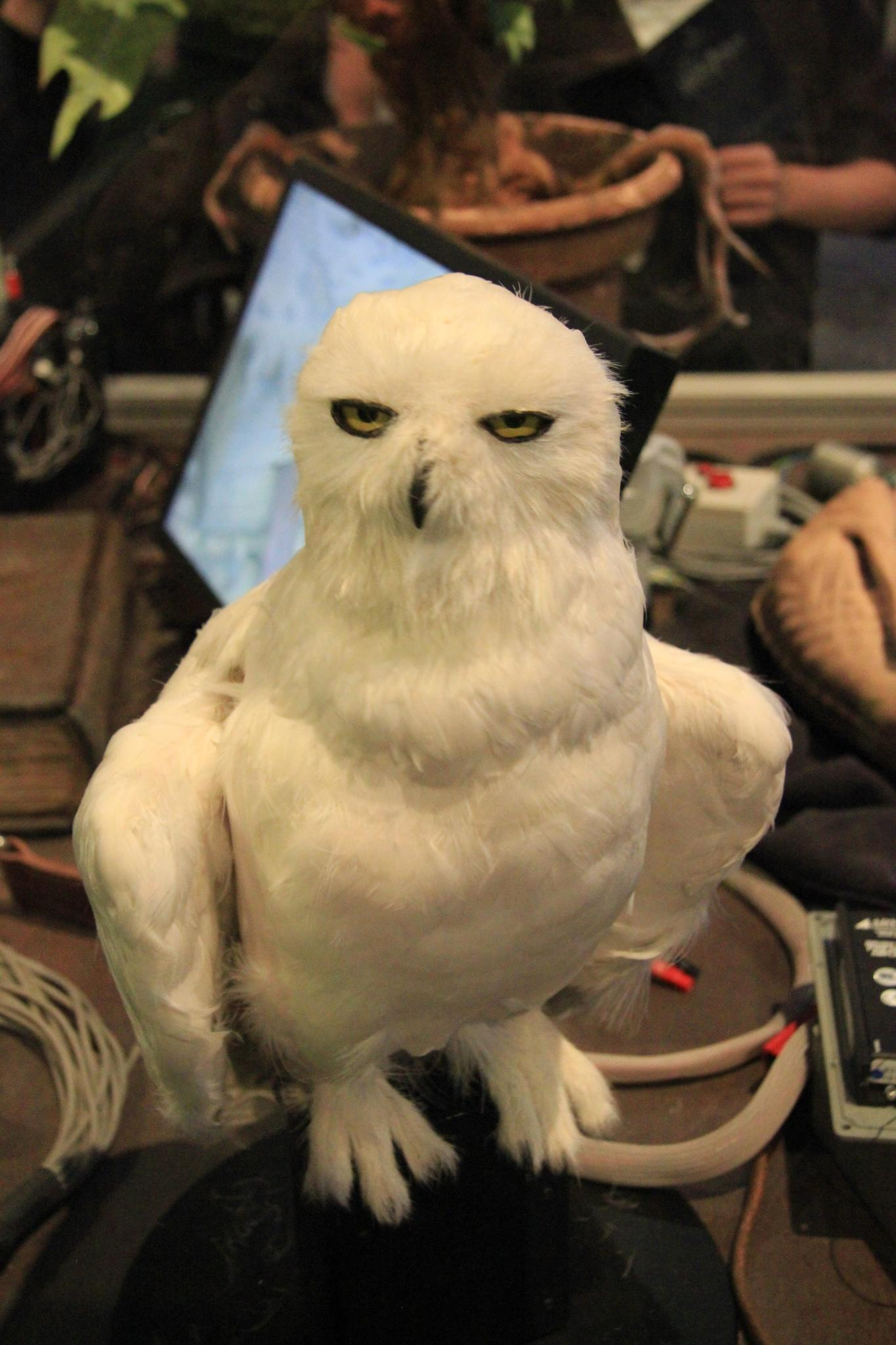
Hedwig
Hedwig gehört Harry Potter. Hagrid schenkt Harry im ersten Band zum Geburtstag die Schneeeule. Im siebten Band stirbt Hedwig auf der Flucht aus dem Ligusterweg.
Pigwidgeon
Pigwidgeon gehört Ron Weasley. Er bekommt ihn im dritten Band von Sirius Black als Ersatz für seine Ratte Krätze, die sich als Peter Pettigrew (Wurmschwanz) herausstellte. Pigwidgeon ist ein ungefähr handgroßer und meist aufgeregter Steinkauz.
Hermes
Hermes ist die Eule von Percy Weasley. Percy bekam die Schleiereule, als er im ersten Band Vertrauensschüler wurde.
Errol
Errol ist die Posteule der Familie Weasley. Sie ist ein alter Bartkauz (englisch Great Grey Owl) und kann sich nach langen Flügen aus eigener Kraft kaum noch auf den Beinen halten.

## Grindelohs
Der Grindeloh (grindylow) ist ein kleiner, sehr hartnäckiger Wasserdämon mit Hörnern und spitzen grünen Zähnen. Er greift zum Vergnügen gerne Leute an und klammert sich um diese.
In der Harry-Potter-Reihe tritt ein Grindeloh erstmals im dritten Schuljahr auf, als Remus Lupin sie im Unterricht thematisiert. Des Weiteren vereiteln Grindelohs während der zweiten Aufgabe im Trimagischen Turnier, dass Fleur Delacour ihre Aufgabe lösen kann. Harry gelingt es, die Grindelohs mit einem Zauber (Relaschio) abzuwehren.

## Hippogreife

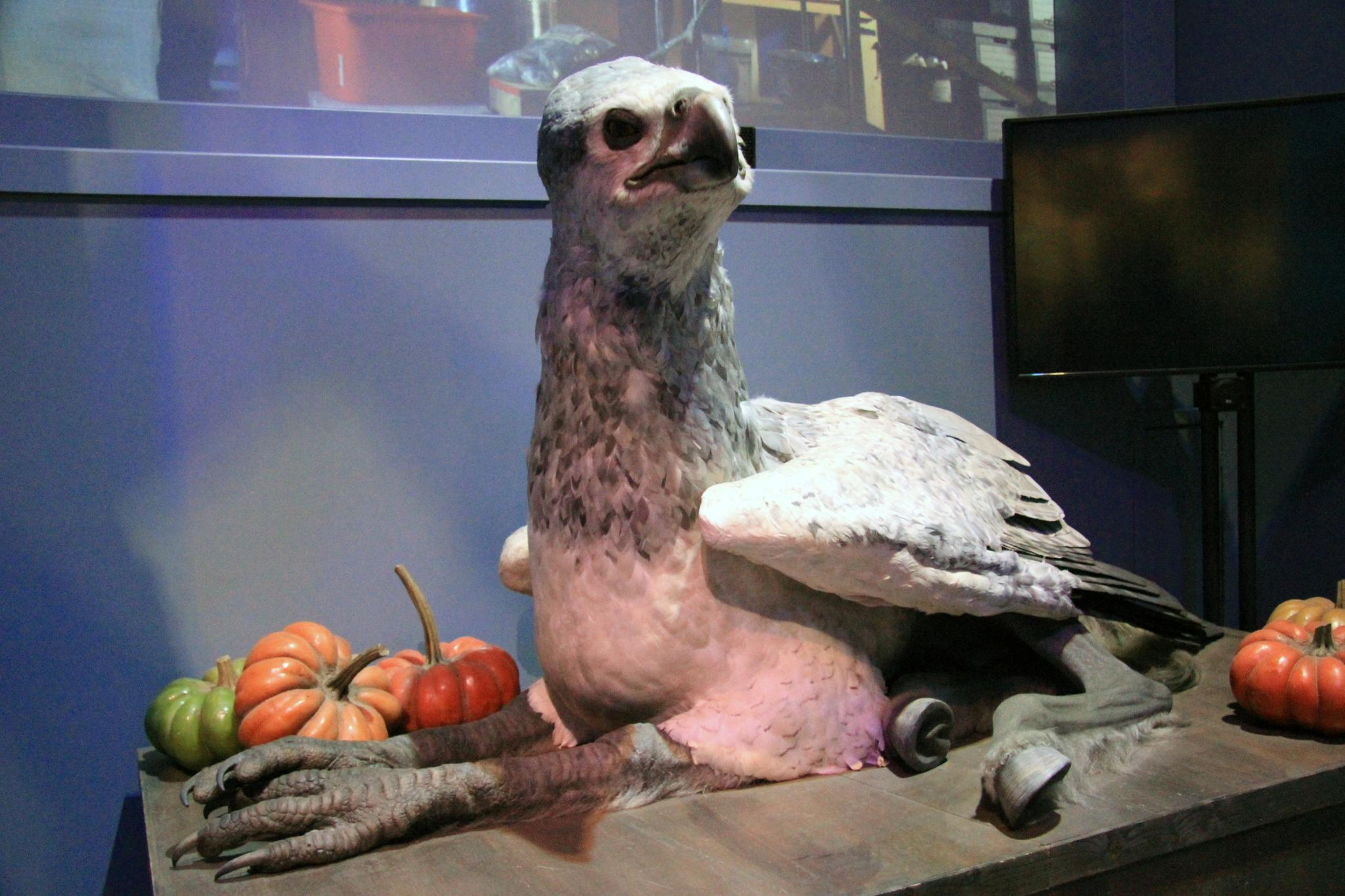
Hippogreif

Der Hippogreif (hippogriff) hat den Kopf, die Vorderbeine und die Flügel eines Adlers und den Hinterleib eines Pferdes. Er ist dem Fabelwesen Hippogryph nachempfunden, das vermutlich vom italienischen Dichter Ludovico Ariosto erfunden wurde. Hippogreife sind Fleischfresser und ernähren sich von Insekten, Vögeln und kleinen Säugetieren. Sie pflanzen sich ovipar fort: Sie legen genau ein großes Ei, und nach einer Brutzeit von 24 Stunden schlüpft ein Junges, das nach etwa einer Woche flügge wird.
Hippogreife können von fachkundigen Zauberern gezähmt werden, doch setzt der Umgang mit ihnen eine gewisse Vorsicht voraus, da sie sehr stolze Tiere sind. Eine gefahrlose Annäherung ist erst nach einer Verbeugung und ihrer Erwiderung durch das Tier möglich, wobei ununterbrochener Augenkontakt sehr wichtig ist.
Ein bekannter Hippogreif ist Seidenschnabel, der im dritten Band zum Tode verurteilt wurde, weil er Draco Malfoy angegriffen hatte, der ihn trotz Hagrids Warnung beleidigt hatte. Hermine und Harry retten Seidenschnabels Leben, als sie mit Hermines Zeitumkehrer in die Vergangenheit reisen.

## Irrwichte

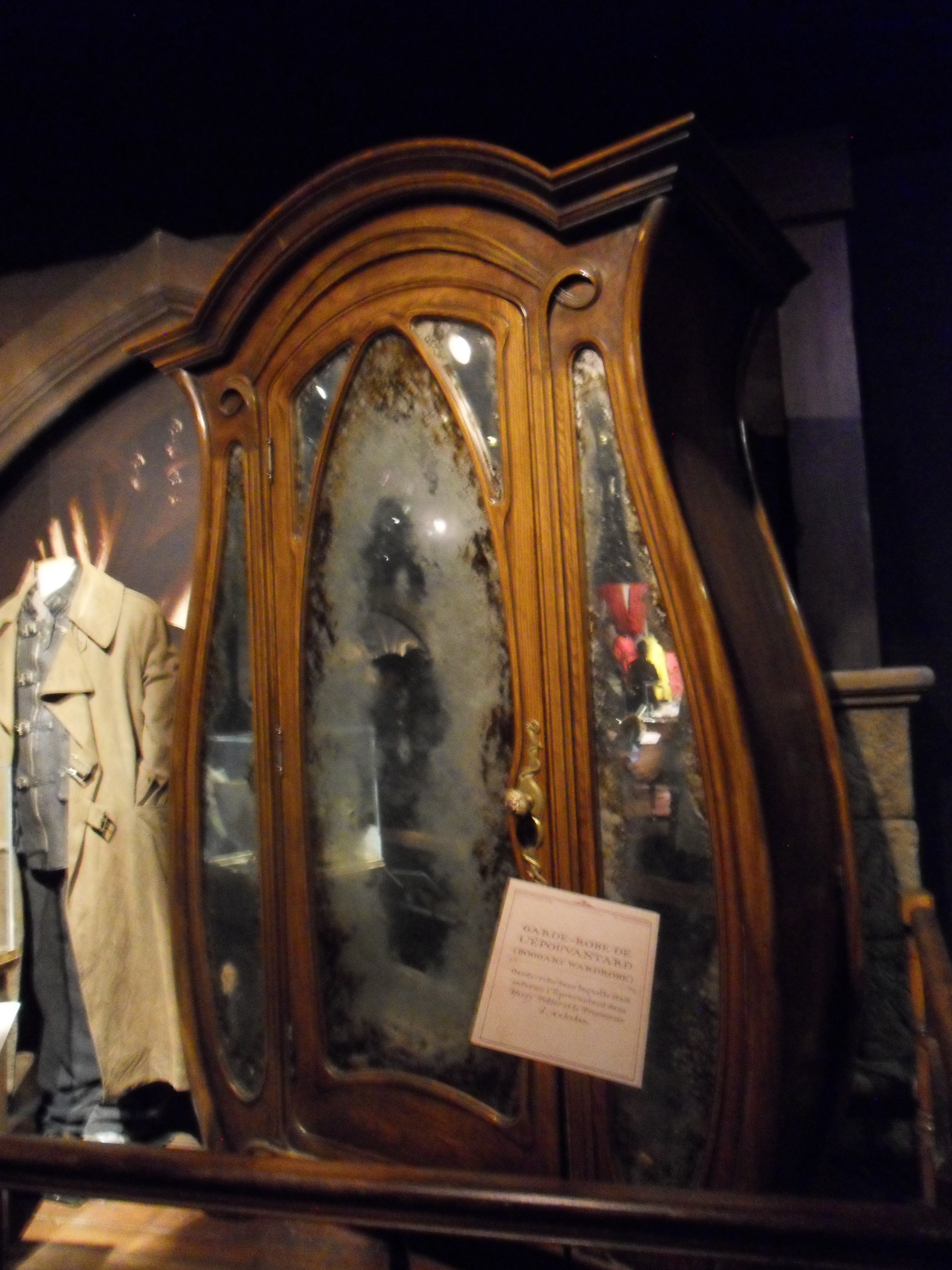
Irrwicht

Der Irrwicht (boggart) ist ein gestaltwandelndes Wesen, das an dunklen, ruhigen Orten wie finsteren Nischen oder alten unbenutzten Schränken lebt. Die eigentliche äußere Erscheinung eines Irrwichts ist unbekannt, denn er verwandelt sich permanent in die Verkörperung der schlimmsten Angst desjenigen, der ihm gegenübertritt. Wenn ein Irrwicht mehrere Personen gleichzeitig erschrecken will, kommt es vor, dass er sich in eine Mischung der Ängste der Personen verwandelt, was zu grotesken Erscheinungen führen kann. Die einzige Möglichkeit, einen Irrwicht zu bekämpfen, besteht darin, seine Erscheinungsform mit Hilfe des Ridikkulus-Zaubers in eine für den Benutzer lustige Form zu verwandeln und diese damit lächerlich zu machen. Ein Irrwicht ist an sich nicht gefährlich, seine Erscheinung kann allerdings zu Angst- und Panikattacken führen. Wenn er eine menschliche Gestalt annimmt, kann ein Irrwicht auch sprechen.

## Kniesel
Der Kniesel (kneazle) ist ein katzenartiges Geschöpf mit geflecktem oder gesprenkeltem Fell, großen Ohren und einem langen Schwanz. Kniesel sind nach Rowling ideale Haustiere für Zauberer, wenn sie Gefallen an einem gefunden haben. Sie sind eigenständig, verspielt und intelligent – sie können verdächtige Personen aufspüren oder ihren Besitzer nach Hause zurückführen, sollte er sich verlaufen haben.
Kniesel können nach Rowling auch mit Katzen gekreuzt werden. Beispiel für einen Kniesel-Mischling im Potteruniversum ist Krummbein (Crookshanks), Hermines Haustier, das zu Beginn für eine Katze gehalten wird.

## Knuddelmuffs
Der Knuddelmuff (im Original: Puffskein) wird von Zaubererkindern gern als Haustier gehalten. Sein plüschartiges Fell ist vanillefarben. Als Nahrung dient ihm jeglicher Staub, Nasenpopel und Müll, den er mit seiner langen, rosafarbenen Zunge aufspürt. Der Knuddelmuff reagiert auf Liebkosungen mit einem wohligen Summton, lässt sich aber auch herumwerfen. Allzu grobe Behandlung übersteht er allerdings nicht: So merkt Ron im Buch Phantastische Tierwesen und wo sie zu finden sind an, dass er als Kind einen Knuddelmuff besaß, bis Fred eines Tages mit ihm Klatscher spielte.
Knuddelmuffs kommen auf der ganzen Welt vor und nisten gerne an nicht ganz sauberen Orten wie z. B. dem Grimmauldplatz Nr. 12, wo Molly Weasley beim Saubermachen auf ein Nest toter Knuddelmuffs unterm Sofa im Salon stößt.
Eine sehr kleine Sonderform des Knuddelmuff ist der Minimuff.

## Minimuffs
Der Minimuff (im Original: Pygmy Puff) ist nicht eine magische Gattung oder Sonderzüchtung, sondern ein durch Anwendung des Schrumpftranks verkleinerter Knuddelmuff. Minimuffs sind bedeckt von langhaarigem, plüschartigem Fell in Bonbonfarben und geben Quieklaute von sich, wenn sie geknuddelt oder gedrückt werden.
Die Weasley-Zwillinge haben in ihrem neuen Scherzartikelladen in der Winkelgasse ebenfalls Minimuffs im Sortiment, die oft von Mädchen als Haustier gekauft werden. Namhafte Minimuffs sind beispielsweise Lupias "Marvin" oder Ginny Weasleys "Arnold".

## Phönixe

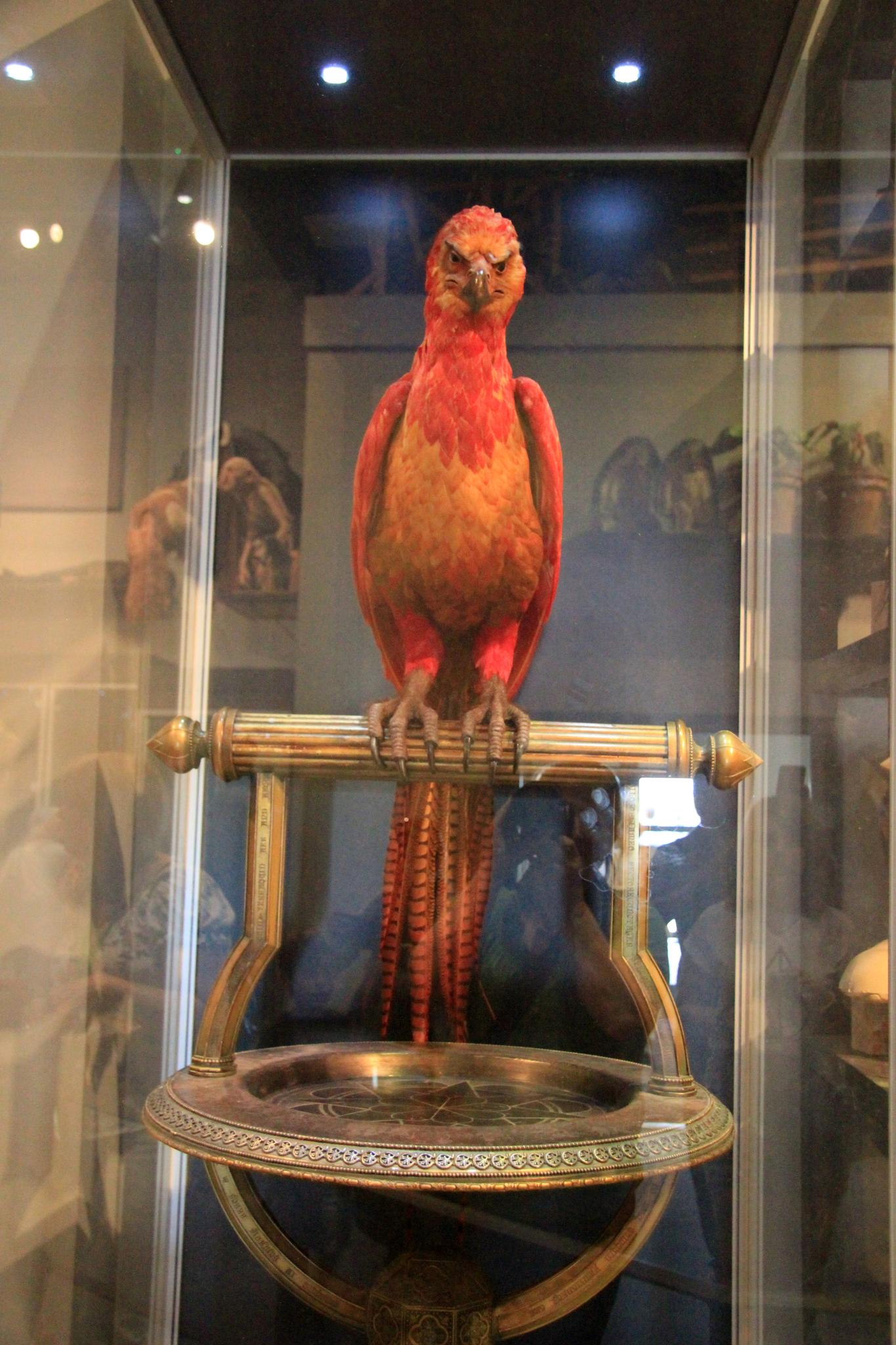
Phönix

Der Phönix (phoenix; griechisch: φοῖνιξ (phoínix) auch: „Purpur(rot)“; lateinisch phoenix) ist nach Rowlings Interpretation des mythologischen Themas ein rotgoldener Vogel von der Größe eines Schwans. Phönixe erreichen ein hohes Alter, denn sobald es für sie an der Zeit ist zu sterben, gehen sie in Flammen auf und werden aus der Asche neu geboren. Ihre Tränen heilen jede Verletzung und ihr Gesang ist so emotional und schön, dass er oft als „unirdisch“ bezeichnet wird. Sie sind treue Haustiere und können, gemessen an ihrer Körpergröße, außerordentlich schwere Lasten tragen.
Der Phönix hat seinen Ursprung in der ägyptischen und griechischen Mythologie, wo er als Symbol der Wiedergeburt gilt.
Der Phönix Fawkes ist das Haustier von Albus Dumbledore. In Harry Potter und die Kammer des Schreckens hilft er Harry im Kampf gegen den Basilisken, in Harry Potter und der Orden des Phoenix hilft er Dumbledore bei der Flucht vor der Festnahme durch Cornelius Fudge, Dolores Umbridge und weiteren Zauberern des Zaubereiministeriums. Die Federn in den Zauberstäben von Harry Potter und Tom Riddle/Lord Voldemort stammen von Fawkes.

## Thestrale

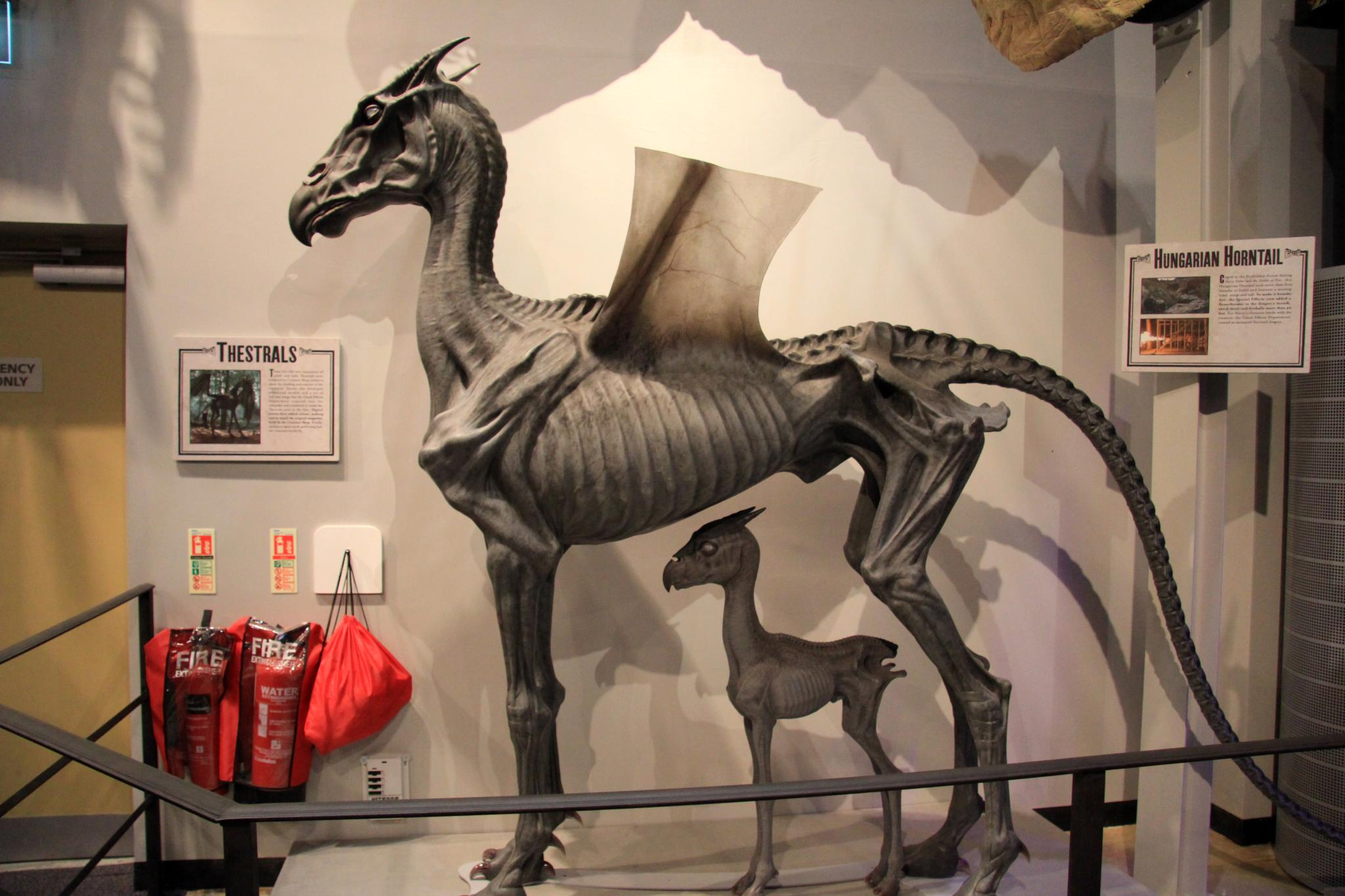
Thestral mit Jungtier

Der Thestral (thestral) ist ein geflügeltes Pferd mit einem drachenartigen Kopf, pupillenlosen, weißen Augen und einem dürren, fast fleischlosen Körper mit schwarzer Haut. Die großen, ledrigen Flügel von Thestralen ähneln denen von Fledermäusen. Sie werden von der magischen Bevölkerung oft als schlechtes Omen gedeutet, da sie nur von Personen gesehen werden können, die den Tod eines Menschen gesehen haben.
Thestrale sind vom Zaubereiministerium als gefährlich eingestuft. Hagrid ist es gelungen, einige von ihnen so zu zähmen, dass sie nun die Kutschen von Hogwarts ziehen. Sie können als fliegende Reittiere dienen und jeden Ort finden, an den ihr Reiter gelangen möchte.
Harry kann die Thestrale am Ende des 4. Schuljahres noch nicht sehen, obwohl er kurz zuvor Cedric Diggorys Tod miterlebt hat. J. K. Rowling begründet dies damit, dass er seinen „ersten Schock“ noch nicht verarbeitet hat; erst zu Beginn des 5. Schuljahres, nachdem er die Bedeutung von Cedrics Tod verstanden hat, sieht er die Thestrale.

## Andere Tiere und magische Kreaturen

### Doxy
Ein Doxy ist ein Wesen mit feenartigem Körper und käferartigen Flügeln. Der Körper ist mit schwarzem Haar bedeckt. Es besitzt nadelscharfe Zähne.

### Fang
Fang ist in Rowlings Roman-Heptalogie Rubeus Hagrids großer Saurüde. Er ist ein Feigling; gleichwohl wird er von Hagrid immer in den Verbotenen Wald mitgenommen. Fang ist sehr verschmust, was wegen seines starken Speichelflusses recht unangenehm sein kann.

### Fluffy

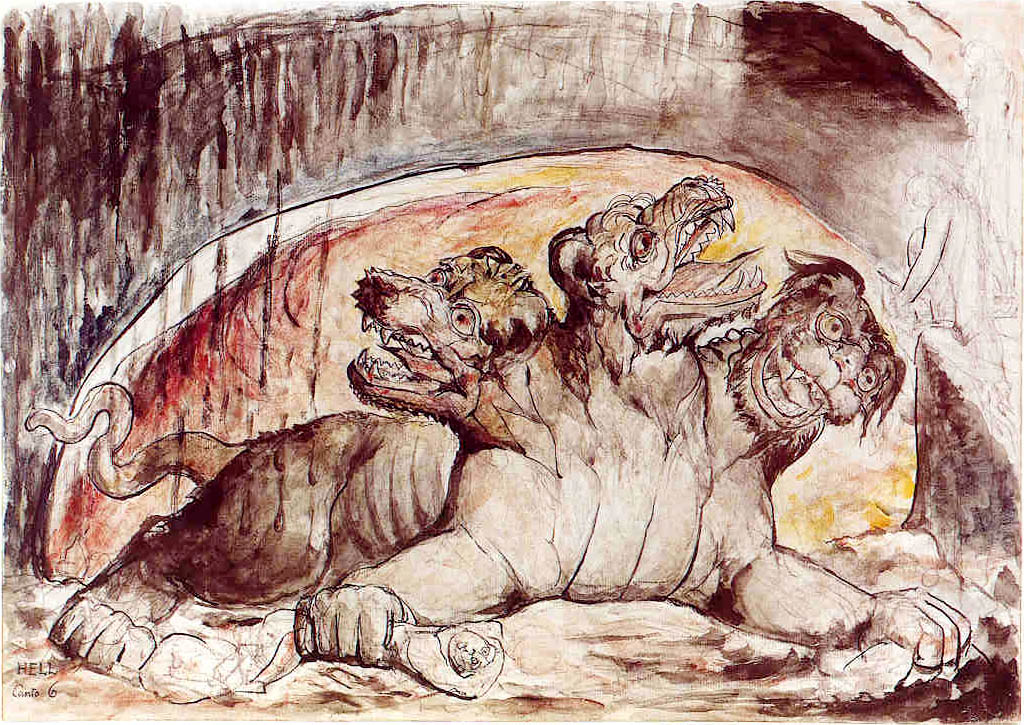
William Blake: Kerberos

Fluffy ist ein großer dreiköpfiger Hund, der Rubeus Hagrid gehört und im ersten Band zum Schutz des Steins der Weisen eingesetzt wird. Er kann durch Musik zum Einschlafen gebracht werden.
Fluffy ist dem Höllenhund Kerberos aus der griechischen Mythologie nachempfunden, der den Eingang zur Unterwelt bewacht. Kerberos wird von Orpheus durch Gesang verzaubert, als dieser auf seiner Suche nach Eurydike in die Unterwelt hinabsteigt.

### Mrs. Norris
Mrs. Norris ist eine dürre, staubfarbene Katze mit hervorquellenden, lampenartigen Augen. Sie gehört Argus Filch, dem Hausmeister von Hogwarts. Nachts patrouilliert sie durch die Schule, und da zwischen ihr und Filch eine fast übernatürliche gedankliche Verbindung zu bestehen scheint, taucht er immer dann umgehend auf, wenn sie einen Schüler bei einem Regelverstoß entdeckt hat. Sie ist deshalb bei den Schülern ebenso verhasst wie ihr Besitzer.
In den Filmen ist Mrs. Norris eine Maine Coon mit bernsteinfarben-roten Augen.
Joanne K. Rowling hat erklärt, dass Mrs. Norris kein unregistrierter Animagus oder Halbkniesel wie Hermines Katze Krummbein ist, sondern lediglich eine „intelligente“ (und ziemlich fiese) Katze. Sie ist nach einer Figur aus Jane Austens Roman Mansfield Park benannt.

### Nagini
Nagini (vermutlich von Sanskrit nāga, Schlange; siehe Naga) ist eine vier Meter lange, von Lord Voldemort beschworene Schlange. Zum ersten Mal in Erscheinung tritt sie im vierten Band als ständiger Begleiter Lord Voldemorts, der sich mit ihr in der Schlangensprache Parsel verständigen kann. Nagini ist einer der sieben Horkruxe Lord Voldemorts; sie wird während der Entscheidungsschlacht um Hogwarts im letzten Band von Neville Longbottom getötet, der ihr mit dem Schwert Godric Gryffindors den Kopf abschlägt.
In Phantastische Tierwesen: Grindelwalds Verbrechen stellt sich heraus, dass Nagini ursprünglich ein Maledictus ist. Dort arbeitete sie beim Zirkus Arcanus, aus dem sie später fliehen kann und dort auf Newt Scamander trifft.

### Schrumpfhörniger Schnarchkackler und Erumpent
Der Schrumpfhörnige Schnarchkackler (Crumple-Horned Snorkack) ist eine magische Kreatur, die angeblich in Schweden lebt. Sie wurde aber tatsächlich nie gefunden. Er ist wohl ein Hirngespinst von Xenophilius Lovegood, dieser druckte oft Berichte über ihn in seiner Zeitschrift Klitterer. Lovegood und seine Tochter unternahmen im Sommer 1996 eine Expedition nach Schweden, um ihn aufzuspüren; dies gelang ihnen aber nicht.
Im Jahr 1997 kaufte Lovegood etwas, das er für das Horn eines Schrumpfhörnigen Schnarchkacklers hielt, als Geschenk für seine Tochter.
Als Harry Potter, Ron und Hermine ihn besuchten, nannte Hermine ihm eindringlich Indizien dafür, dass es in Wirklichkeit ein Erumpent-Horn und gefährlich (weil hochexplosiv) war; Lovegood wollte ihr nicht zuhören. Kurz darauf explodierte das Horn tatsächlich und zerstörte dabei Teile des Hauses.

Das Erumpent wird von Rowling auch in ihrem Buch Phantastische Tierwesen & wo sie zu finden sind beschrieben als ein großes graues Wesen, das man aus der Entfernung auch für ein Rhinozeros halten kann.